# Archidendron apoense
Archidendron apoense là một loài thực vật có hoa trong họ Đậu. Loài này được (Elmer) I.C.Nielsen miêu tả khoa học đầu tiên.